# Antinoópolis
Antinoópolis (em grego Ἀντινόου πόλις, copta Ansena e árabe El - Sheik Ibada) foi uma cidade do Antigo Egito situada defronte a Hermópolis Magna à margem oriental do rio Nilo, a 38 quilômetros ao sul de Al-Minya. Fundada pelo Imperador romano Adriano em homenagem a Antínoo, seu amado que morrera afogado nas águas do Nilo.